# Megacephalacris gladiator
Megacephalacris gladiator är en insektsart som beskrevs av Marius Descamps och Christiane Amédégnato 1971. Megacephalacris gladiator ingår i släktet Megacephalacris och familjen Romaleidae. Inga underarter finns listade i Catalogue of Life.